# فیلم ۴۳
فیلم ۴۳ (انگلیسی: Movie 43) فیلمی آنتولوژی کمدی محصول آمریکا است که در سال ۲۰۱۳ منتشر شد. فیلم چهارده خط داستانی متفاوت را روایت می‌کند که هر بخش توسط کارگردان‌های مختلفی مانند الیزابت بنکس، استیون بریل، استیو کار، راستی کاندیف، جیمز دافی، گریفین دان، پاتریک فورزبرگ، جیمز گان، برت راتنر، باب ادنکیرک، ویل گراهام و جاناتان ون تولکن کارگردانی می‌شود. الیزابت بنکس، کریستن بل، هلی بری، جرارد باتلر، کیت وینسلت، هیو جکمن، نائومی واتس، اوما تورمن، اما استون، آنا فاریس، لسلی بیب، ست مک‌فارلن، کلویی گریس مورتس، کریس پرت، کیت باسورث و جاستین لانگ از جمله بازیگران فیلم هستند. جولیان مور، تونی شالهوب، شین جاکوبسون و آنتون یلچین نیز در سکانسی که با نسخه دی‌وی‌دی عرضه شده‌بود، حضور دارند.
ساخت فیلم تقریباً یک دهه طول کشید، زیرا اکثر استودیوها فیلم‌نامه را رد می‌کردند تا اینکه توسط رلتیویتی مدیا به مبلغ ۶ میلیون دلار خریداری شد. فیلم در طول چندین سال فیلم‌برداری شد؛ زیرا انتخاب بازیگران برای تهیه‌کنندگان یک چالش بود. برخی از بازیگران، از جمله جورج کلونی، از شرکت در این فیلم خودداری کردند.
فیلم ۴۳ که در ۲۵ ژانویه ۲۰۱۳ منتشر شد، توسط برخی منتقدان از جمله ریچارد روپر به عنوان یکی از بدترین فیلم‌های تمام دوران لقب گرفت. این فیلم در سی و چهارمین دوره جوایز تمشک طلایی، برنده سه جایزه، از جمله جایزه بدترین فیلم شد.

## خلاصه داستان
چند نوجوان در اینترنت به دنبال فیلم ممنوعه‌ای با عنوان فیلم ۴۳ می‌گردند که در این بین فیلم‌های ممنوعه دیگری نیز پیدا می‌کنند که هرکدام فیلمی کوتاه است

## بازیگران
- کیت وینسلت
- هیو جکمن
- هلی بری
- لیو شریبر
- نائومی واتس
- اما استون
- الیزابت بنکس
- کریستن بل
- جیمی بنت
- لسلی بیب
- کیت باسورث
- جرارد باتلر
- بابی کاناول
- کیرن کالکین
- جاش دوهامل
- آنا فاریس
- جی.بی اسموو
- ریچارد گی‌یر
- ترنس هاوارد
- جانی ناکسویل
- جاستین لانگ
- کریستوفر مینتز-پلاسه
- کلویی مورتز
- کریس پرت
- جیسون سودیکیس
- اوما تورمن
- شان ویلیام اسکات
- پاتریک واربرتون
- تونی شالهوب
- استیون مرچنت
- کامن
- دنیس کواید
- امیلی آلین لیند
- ایستی گینزبورگ
- گرگ کینر
- جرملی آلن وایت
- جولی آن امری
- جولی مک‌نیون
- کاترینا بودن
- ست مک‌فارلن
- اسنوکی
- ویل ساسو